# Tony Woodcock
Anthony ("Tony") Stewart Woodcock (Eastwood, 6 december 1955) is een voormalig betaald voetballer uit Engeland, die speelde als aanvaller gedurende zijn carrière.

## Clubcarrière
Woodcock speelde clubvoetbal voor onder meer Nottingham Forest FC, Arsenal en 1. FC Köln. Met Nottingham Forest  won hij in 1979 de Europa Cup I door Malmö FF in de finale met 1-0 te verslaan. Na zijn actieve loopbaan was hij kortstondig actief als trainer bij Lokomotiv Leipzig (1994).

## Interlandcarrière
Woodcock speelde 42 keer voor de nationale ploeg van Engeland, en scoorde zestien keer in de periode 1978-1986. Hij maakte zijn debuut op 16 mei 1978 in de wedstrijd tegen Noord-Ierland (1-0) in Londen. Woodcock nam met Engeland deel aan het EK voetbal 1980 en het WK voetbal 1982.

## Erelijst
Nottingham Forest 
- Engels landskampioenschap

1978
- League Cup

1978, 1979
- Europa Cup I

1979
- Europese Supercup

1979